# Greif (protipartyzánská operace)
Greif (rusky Гриф) byl krycí název pro trestnou protipartyzánskou operaci kárných sil na severním území okupovaného Běloruska v oblasti měst Orša, Sjanno a Vitebsk prováděnou od 16. srpna do 30. srpna 1942. Operace byla součástí většího operačního plánu a jejím pokračováním byly operace Rys a Sova. 

## Výchozí podmínky a cíle operace
Podle tajné zprávy o operaci bylo hlavní příčinou spuštění akce rostoucí počet útoků proti železniční přepravě a paralyzování silniční dopravy ze strany sovětských partyzánů. Hlavním účelem operace bylo vyčištění a pacifikace partyzánských skupin v zalesněné a bažinaté oblasti poblíž silnic a železnic v trojúhelníku Vitebsk, Orša a Smolensk. Cílem bylo způsobit co největší ztráty partyzánským útvarům, zničit jejich zázemí, omezit jejich operační možnosti a ochrana železniční tratě včetně získání kontroly nad územím.

## Nasazené síly

### Německé okupační síly
Do akce byly nasazeny následující jednotky:
- 13. policejní pluk,
- 14. policejní pluk,
- 61. ochranný pluk,
- 638. pěchotní pluk LVF (francouzsky Légion des Volontaires Français contre le Bolchévisme),[pozn. 3]
- 257. pěší pluk,
- dělostřelecká podpora,
- speciální úderná motorizovaná jednotka,[2]
- letecká podpora,
- jednotky zvlášního určení pod vedením SD.

Operaci vedl velitel 286. bezpečnostní divize (německy 286. Sicherungs-Division) generálmajor Johann-Georg Richert.

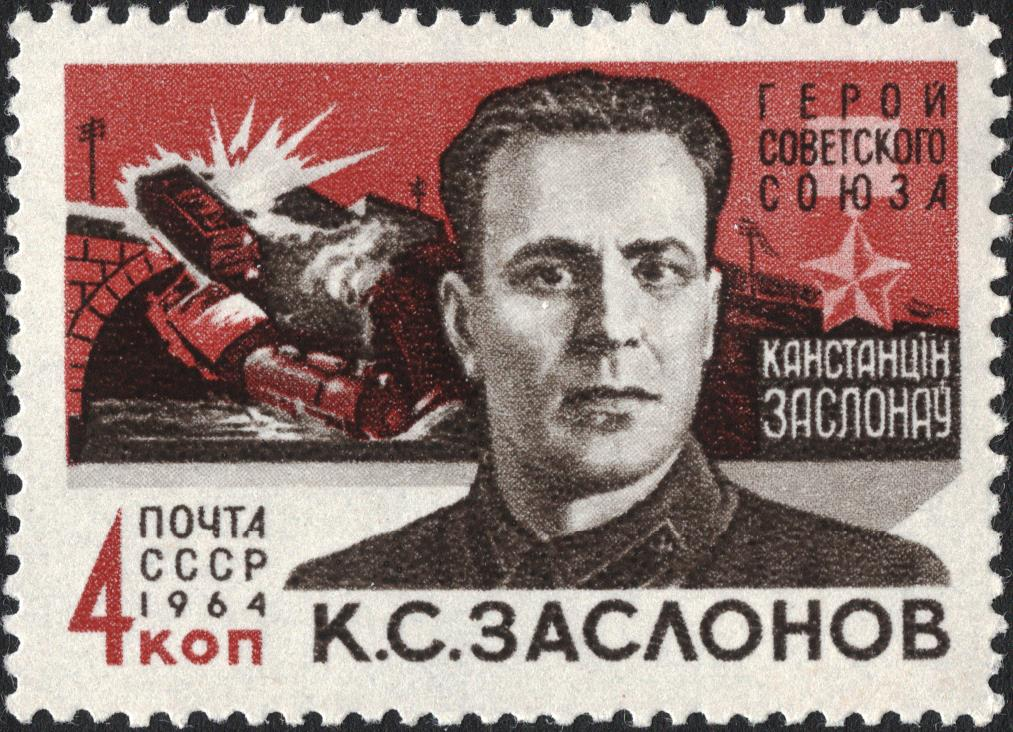
Sovětská poštovní známka věnovaná Konstantinu Sergejeviči Zaslonovi.

### Sovětské síly
Operací byly zasaženy následující partyzánské brigády:
- 1. partyzánská brigáda, velitel Konstantin Sergejevič Zaslonov (rusky Константин Сергеевич Заслонов, padl 14. listopadu 1942) s přezdívkou Strýček Kosťa, 2 476 osob,[3]
- Boguševská brigáda, velitel Vasilij Ustinovič Bojko (rusky Василий Устинович Бойко, velel červen 1942 – srpen 1942) s přezdívkou Baťka, 125 osob,[pozn. 5][4]
- další menší oddíly sovětských partyzánů.

Velitelem partyzánů v obklíčení byl Vasilij Ustinovič Bojko.

## Průběh operace
Akce kárných jednotek byly zahájeny z měst Orša a Lepel. Dne 17. srpna 1942 z oblasti města Orša do akce nastoupil 14. policejní pluk. 61. ochranný pluk postupoval z oblasti města Lepel. Ze severu byli partyzáni obklíčeni jednotkami 13. policejního pluku naloděnými na čluny. Partyzánské brigády se tak ocitly v obklíčení. V něm se sovětští partyzáni bránili po dobu šesti dnů. V kotli se velení spojených brigád ujal V. U. Bojko. Po šesti dnech bojů prolomili partyzáni blokádu poblíž města Sjanno a z kotle unikli do Adamovského lesa (rusky Адамовский лес) asi 10 – 12 km východně od města Sjanno. Německé bezpečnostní síly se pokoušely partyzány pronásledovat až do 30. srpna 1942. 

## Výsledky operace
Podle zprávy generál-majora Richerta z 30. srpna 1942 o výsledcích operace bylo zničeno 20 partyzánských základen včetně hlavní a partyzáni utrpěli těžké ztráty. Byl také zajat nespecifikovaný náčelník partyzánské skupiny. Bylo ukořistěno 5 děl, 7 protitankových děl, 3 protiletadlová děla, 2 provozuschopná obrněná vozidla, 17 kulometů, 6 minometů, velké množství pušek, střeliva a zejména značné množství výbušnin. Ztráty partyzánů byly 796 zabitých, 599 zajatých. Ztráty německých sil byly 26 mrtvých a 26 raněných.
V důsledku operace bylo zabito asi 900 žen a dětí a dalších 910 lidí bylo odvezeno na práci do Německa. Několik vesnic bylo vypáleno: Bortniki (rusky Бортники), Morozovka (rusky Морозовка). Ve vesnici Morozovka kárné síly zastřelily pro podezření ze spolupráce s partyzány 28 osob včetně 17 dětí, ve vesnici Gorkava (rusky Горка́ва) pak 19 lidí. Více než 1 700 kusů (1 000 kusů podle tajné zprávy) dobytka bylo zabaveno.

## Další související události
Po válce v roce 1946 byl velitel trestné operace generálporučík Johann-Georg Richert odsouzen k trestu smrti za své válečné zločiny na okupovaném území Běloruska v tzv. Minském procesu.